# Sławomir Cywoniuk
Sławomir Cywoniuk znany również jako Cyjan (ur. 12 września 1970 w Białymstoku, zm. 20 lutego 2020) – polski perkusista, założyciel zespołu Dead Infection.

## Życiorys
Był założycielem, perkusistą, autorem muzyki i tekstów białostockiej grupy Dead Infection zaliczanej do pionierów grindcore'u w Polsce. Z zespołem tym dokonał licznych nagrań fonograficznych, a także koncertował w kraju jak i za granicą. W 2011 reaktywował zespół. Był także perkusistą grupy Evil Machine, z którą zarejestrował album War In Heaven z 2013, a także członkiem zespołu Incarnated. W 1999 stworzył także jednoosobowy projekt goregrindcorowy Spineless. Cywoniuk znany był także jako filmowiec amator. Pojawił się w filmie dokumentalnym Michała Krota „Białystok Underground” oraz filmie dokumentalnym „Hollywood Białystok”.
W ostatnim okresie życia zmagał się z poważnymi problemami zdrowotnymi i prowadzona była zbiórka pieniędzy na jego rehabilitację. Zmarł 20 lutego 2020.